# Pjotr Ionowitsch Gubonin

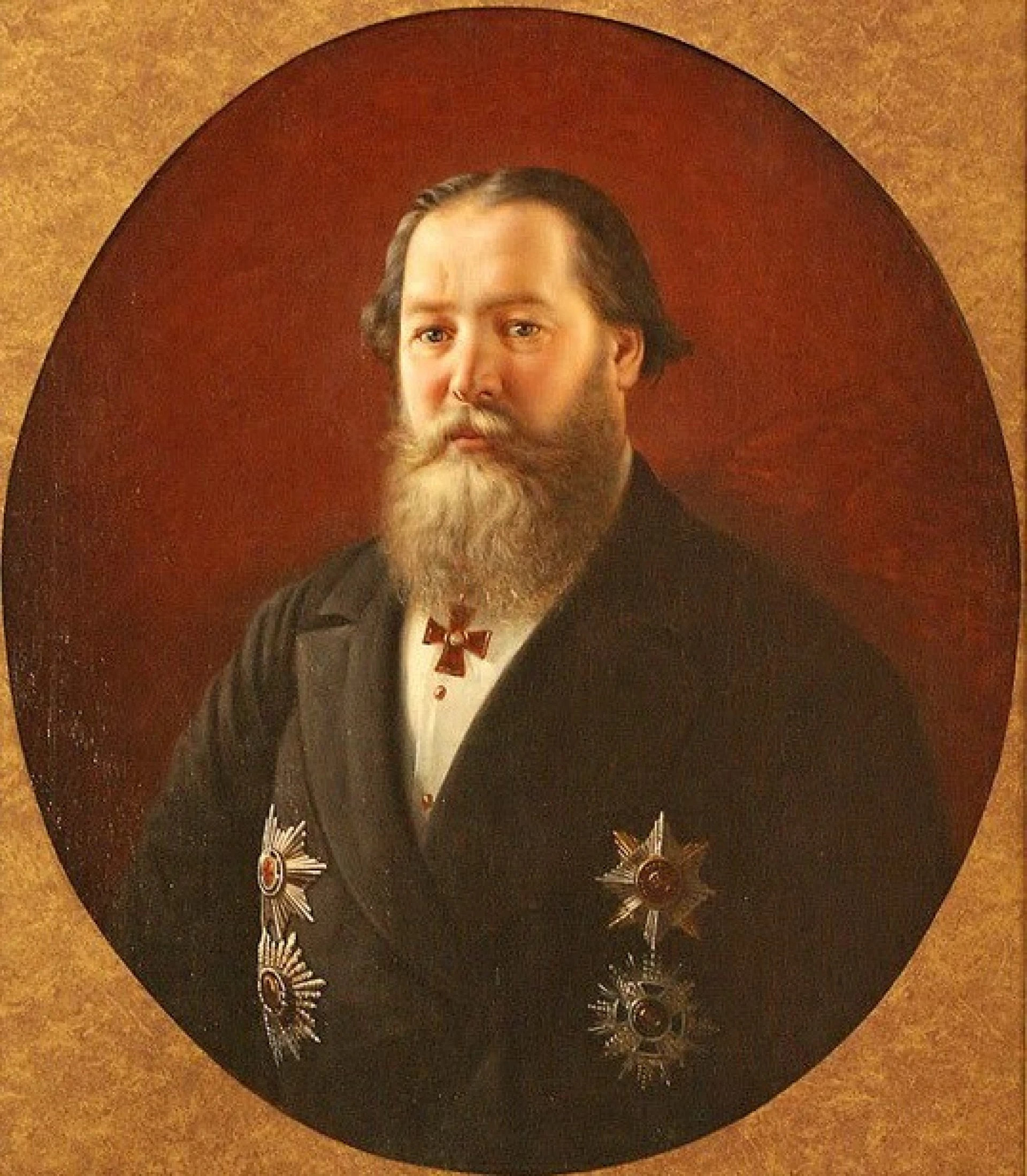
Pjotr Ionowitsch Gubonin

Pjotr Ionowitsch Gubonin (russisch Пётр Ио́нович Губо́нин; * 1825 im Dorf Borisowo bei Kolomna; † 30. Septemberjul. / 12. Oktober 1894greg. in Moskau) war ein russischer Kaufmann der 1. Gilde, Unternehmer und Mäzen.

## Leben
Gubonin, Sohn des leibeigenen Maurers Jonah Michailowitsch Gubonin und seiner Frau Irina, ging 1842 nach Moskau und begann als Maurer zu arbeiten. Noch als Leibeigener wurde er 1856 mit einer Silbermedaille Zar Alexanders für seine Arbeit bei der Sanierung des Bolschoi-Theaters ausgezeichnet. 1858 kaufte er sich frei und übernahm Aufträge über Maurerarbeiten.
Gubonin beteiligte sich an der 1857 von Nicolaus von Tornauw, Wassili Alexandrowitsch Kokorew, Nikolai Alexandrowitsch Nowoselski und den Kaufleuten I. F. Mamontow und P. A. Medynzew gegründeten Transkaukasischen Handelsgesellschaft, der späteren Baku-Naphtha-Gesellschaft, der es gelang, nach den Plänen von Justus von Liebig 1860 eine Erdölraffinerie in Betrieb gehen zu lassen. Mit Kokorew gründete Gubonin auch die Nord-Versicherungsgesellschaft.
Gubonin finanzierte den Bau des Komissarow-Technikums, das 1865 von dem Ingenieur Christian Christianowitsch Meyen gegründet und nach Osip Iwanowitsch Komissarow benannt wurde, der 1866 ein Attentat auf Alexander II. vereitelt hatte. Aus diesem Technikum wurde das Moskauer Automechanische Institut und schließlich die heutige Moskauer Staatliche Maschinenbau-Universität (MAMI). 1872 finanzierte Gubonin auch den Bau des Polytechnischen Museums.
In der Folge erhielt Gubonin zusammen mit dem Ingenieur Sadowski den Auftrag für den Bau der Steinbrücken für die neue Eisenbahnlinie von Moskau nach Kursk (1866). Darauf beteiligte er sich am Bau weiterer Eisenbahnlinien: von Orlow nach Witebsk, von Grjasi nach Zarizyn (1868), von Losowa nach Sewastopol (1871), von Perm nach Tjumen (1874), von Perm nach Jekaterinburg. Ebenso war er an der Baltischen Eisenbahn beteiligt sowie am Straßenbahnbau in St. Petersburg und seit 1872 in Moskau.
1870 wurde in St. Petersburg von Bankiers und Kaufleuten, unter ihnen auch Gubonin, der Privatbankier Abram Moisejewitsch Warschawski und auch die Russische Staatsbank, die Gesellschaft der mechanischen und Bergbau-Fabriken gegründet, die sogleich in St. Petersburg das Newski-Werk kaufte und dann noch weitere Bergwerke und Hüttenwerke. In der Folge wurde das Newski-Werk eine der größten russischen Lokomotivfabriken.
1871 gründete Gubonin, der Steinbrüche bei Podolsk erworben hatte, zusammen mit dem Architekten Alexander Alexandrowitsch Porochowstschikow das Unternehmen Gubonin, Porochowstschikow & Co. zum Bau einer Zementfabrik und einer Ziegelei, die 1875 in Betrieb gingen.
Gubonin kaufte 1881 auf der Krim das Landgut Gursuf und begann dort extensiven Weinanbau. Er baute in seinem Park Hotels und legte Brunnen an, um den Ort zu einem europäischen Seebad zu entwickeln. Auch baute er dort die Mariä-Himmelfahrt-Kirche.
1889 gründete Gubonin die Société d'Industrie Minière de Goloubovka-Bérestovo-Bogodoukhovo, die im Gouvernement Jekaterinoslaw das Bergwerk Golubowka mit vier Kohleschächten und die Kohlegrube Berestowo-Bogoduchowo betrieb.
Gubonin beteiligte sich sehr am Bau der Christ-Erlöser-Kathedrale in Moskau und an vielen anderen Wohltätigkeitsprojekten. In Twer finanzierte er den Bau des Priesterseminars.
Für seine Verdienste um die Entwicklung der vaterländischen Industrie und seine reichen Stiftungen erhielt Gubonin den Geheimratstitel. Für seine Arbeit in der Russischen Technischen Gesellschaft wurde er zum Kommerzienrat ernannt. Er förderte wesentlich die Polytechnische Ausstellung 1872 in Moskau, auf der er die Eisenbahnabteilung leitete.
In Würdigung seiner gesellschaftlichen Aktivitäten wurde Gubonin 1870 in den Adelsstand erhoben. 1875 nach dem Bau der Sewastopol-Eisenbahn wurde er Wirklicher Staatsrat, verbunden mit dem erblichen Adel. 1878 erhielt er das Adelswappen mit dem Wahlspruch Nicht für sich, sondern fürs Vaterland!. Er war Ehrenmitglied des Pädagogischen Rates der Kaiserlichen Technischen Hochschule in Moskau, und er war Mitglied der Gesellschaft der Freunde der Naturwissenschaften, der Anthropologie und der Ethnographie.
Gubonin starb in Moskau und fand sein Grab seinem Wunsch gemäß in Gursuf in der Mariä-Himmelfahrt-Kirche, die allerdings 1932 abgerissen wurde. Er war verheiratet mit Marina Sewostjanowna und hatte zwei Söhne, den Kaufmann 1. Gilde und Weinhändler Sergei (* 1851) und den Hofrat und Mitglied des Kuratoriums des Komissarow-Technikums Nikolai (1861–1918), dessen Sohn Pjotr (* 1884) in der Kriegsmarine diente und dessen Tochter Olga (1885–1975) Mathematikerin wurde.

## Ehrungen
- Sankt-Stanislaus-Orden 3. Klasse für den Bau der Moskau-Kursker Eisenbahn
- Sankt-Stanislaus-Orden 1. Klasse
- Sankt-Anna-Orden 3. Klasse für den Bau der Orlow-Witebsk-Bahn
- Sankt-Anna-Orden 1. Klasse
- Sankt-Wladimir-Orden 2. Klasse
- Orden des Weißen Adlers (Serbien)
- Fürst Danilo-Orden 2. Klasse (Montenegro)
- Franz-Joseph-Orden, Komturkreuz (Österreich-Ungarn)
- Sonnen- und Löwenorden 2. Klasse (Persien)
- erster Ehrenbürger Zarizyns[11]